# Nahverkehr in Landau in der Pfalz

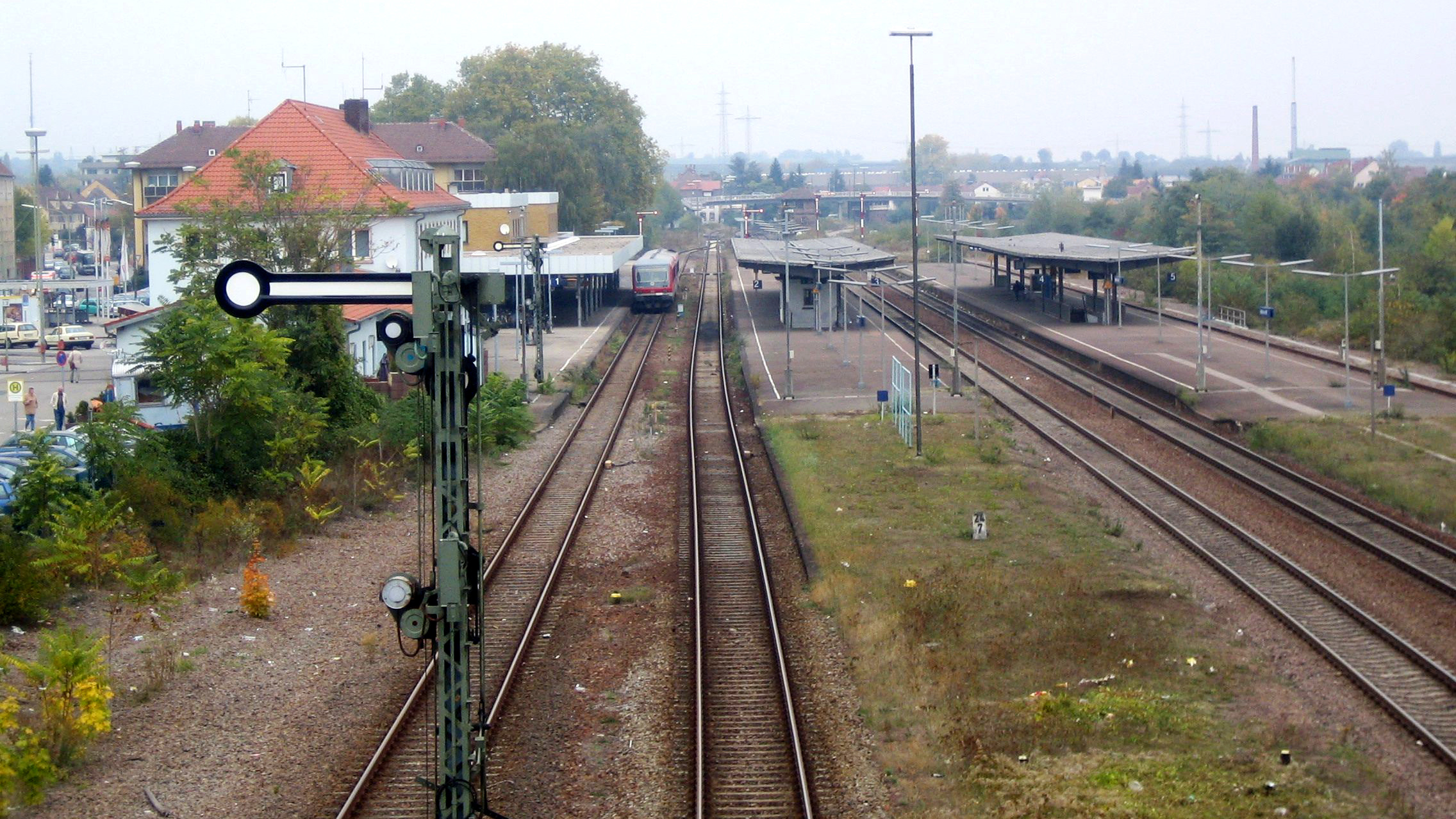
Hauptbahnhof

Der Öffentliche Personennahverkehr in Landau in der Pfalz wird durch Buslinien dominiert.

## Eisenbahnverkehr
Landau liegt an der Pfälzischen Maximiliansbahn von Neustadt nach Wissembourg und an der Bahnstrecke Landau–Rohrbach. Pro Stunde verkehren je eine Regionalbahn zwischen Neustadt und Wissembourg, zwischen Neustadt und Karlsruhe sowie zwischen Landau und Pirmasens. Hinzu kommt ein Regionalexpress nach Karlsruhe.

### Geschichte

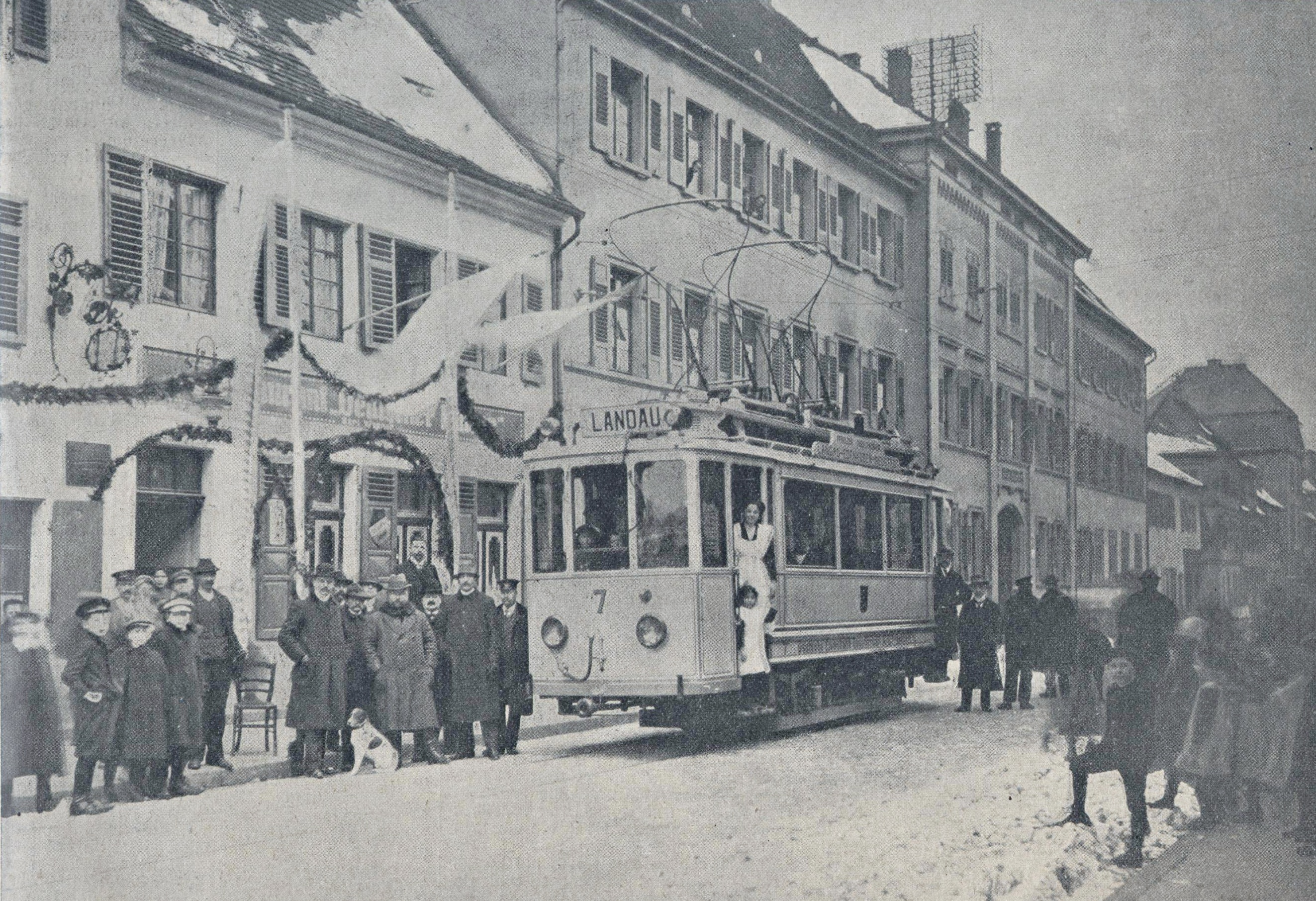
Eröffnungszug der Oberlandbahn innerhalb von Landau

Von 1913 bis 1953 war Landau südlicher Endpunkt der in Neustadt beginnenden Pfälzer Oberlandbahn. Diese war als Überlandstraßenbahn konzipiert und sollte vor allem Orte, die nicht an der Maximiliansbahn liegen, erschließen. Die Bahn selbst führte mitten durch die Stadt, um am Bahnhofsvorplatz zu enden. Die Bahnstrecke Germersheim–Landau, an der der Stadtteil Dammheim einen Halt besaß, wurde im Personenverkehr 1984 eingestellt, die Bahnstrecke Landau–Herxheim, die zusätzlich den Stadtteil Mörlheim anband, bereits 1983. Beide Strecken hatten nach dem Zweiten Weltkrieg ihre frühere Bedeutung eingebüßt.

### Bahnhöfe und Haltepunkte
- Landau (Pfalz) Hauptbahnhof
- Landau West
- Landau Süd
- Godramstein

### Linienübersicht
| Zuggattung | Streckenverlauf                                                             | Taktfrequenz |
| ---------- | --------------------------------------------------------------------------- | ------------ |
| RE 6       | Neustadt – Landau – Winden – Kandel – Wörth – Karlsruhe                     | stündlich    |
| RB 53      | Neustadt – Landau – Winden – Wissembourg                                    | stündlich    |
| RB 55      | Landau – Landau West – Godramstein – Annweiler – Pirmasens Nord – Pirmasens | stündlich    |
| RB 51      | Neustadt – Landau – Winden – Kandel – Wörth – Karlsruhe                     | stündlich    |

## Busverkehr
Am Vorplatz des Landauer Hauptbahnhofs existiert ein 2012 modernisierter Busbahnhof, der der zentrale Verknüpfungspunkt des Busliniennetzes bildet und von folgenden Linien bedient wird:

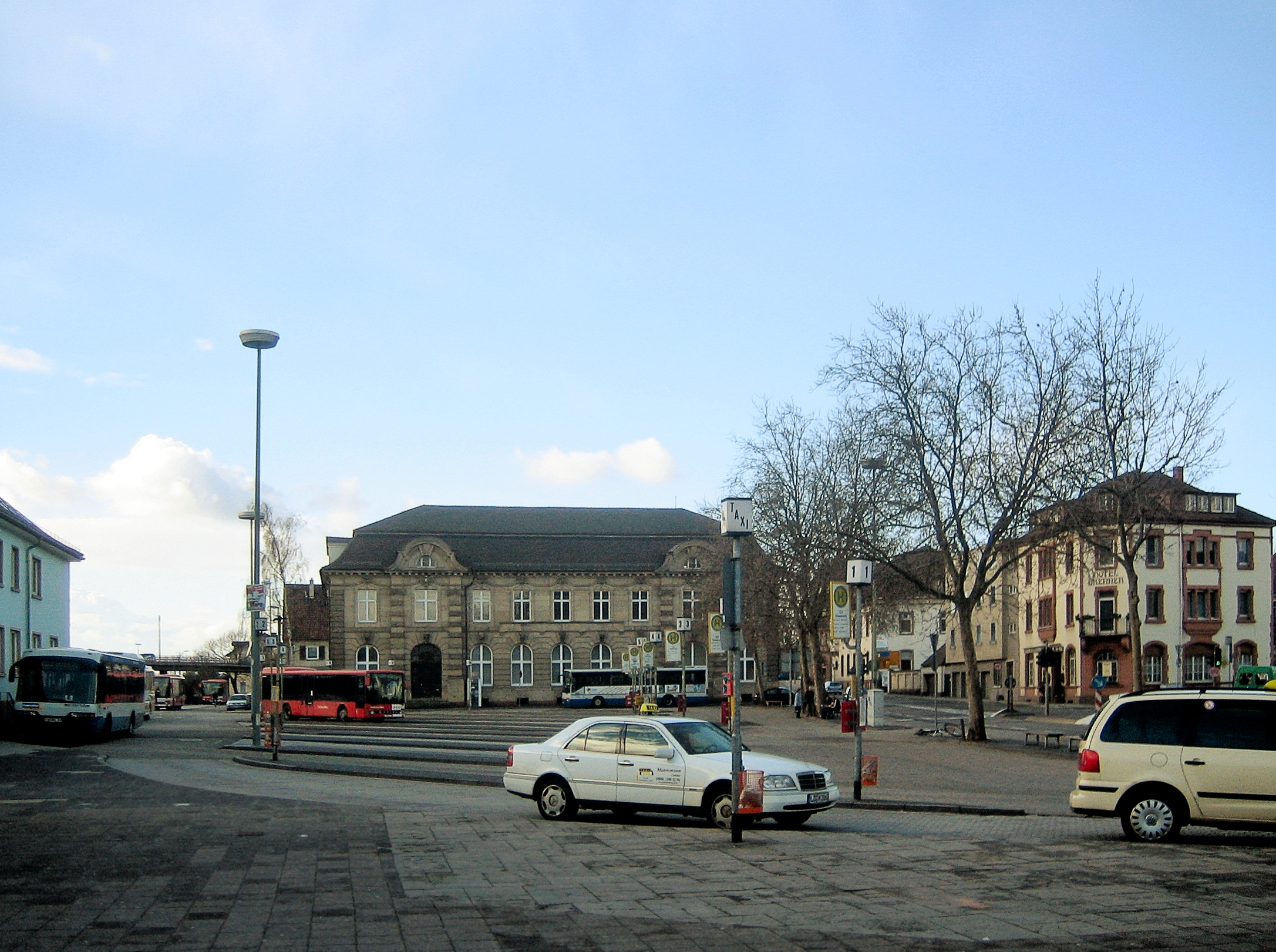
Busbahnhof im Jahr 2006 vor seiner Modernisierung 2012

- 500: Landau – Zoo/Abzw. Uni – Nußdorf – Böchingen – Roschbach – Hainfeld (Pfalz) – Rhodt unter Rietburg – Weyher in der Pfalz – Edenkoben – Sankt Martin (Pfalz) – Maikammer – Neustadt an der Weinstraße
- 501: Landau – Walsheim – Gleisweiler – Burrweiler – Flemlingen – Hainfeld (Pfalz) – Edesheim – Edenkoben – Sankt Martin (Pfalz) – Maikammer – Neustadt an der Weinstraße
- 520: Landau – Zoo/Abzw. Uni – Godramstein – Siebeldingen – Birkweiler – Ranschbach
- 521: Landau – Zoo/Abzw. Uni – Nußdorf – Frankweiler – Albersweiler – Eußerthal – Dernbach (Pfalz) – Ramberg (Pfalz)
- 530: Landau – Wollmesheimer Höhe – Wollmesheim – Ilbesheim bei Landau in der Pfalz – Leinsweiler – Ranschbach
- 531: Landau – Arzheim – Ilbesheim bei Landau in der Pfalz – Eschbach (Pfalz) – Pfalzklinikum – Klingenmünster – Münchweiler am Klingbach – Silz (Pfalz) – Stein – Gossersweiler – Völkersweiler – Annweiler am Trifels
- 535: Landau – Wollmesheimer Höhe
- 536: Landau – Horst – Mörlheim
- 537: Landau Hbf. – Vinzentius-Krankenhaus – Rote Kaserne – Zoo/Abzw. Uni – Malerviertel – Landau Hbf
- 539: Landau – Horst – Dammheim – Bornheim (Pfalz) – Essingen ( – Großfischlingen – Kleinfischlingen – Venningen)
- 540: Landau – Wollmesheimer Höhe – Wollmesheim – Mörzheim – Heuchelheim – Göcklingen – Pfalzklinikum – Klingenmünster – Gleiszellen-Gleishorbach – Pleisweiler-Oberhofen – Bad Bergzabern
- 541: Landau – Vinzentius-Krankenhaus – Impflingen – Billigheim – Mühlhofen – Appenhofen – Ingenheim ( – Klingen) – Niederhorbach – Bad Bergzabern
- 550: Landau – Horst/Queichheim – Mörlheim – Offenbach an der Queich – Ottersheim bei Landau – Knittelsheim – Bellheim – Germersheim
- 552: Landau – Queichheim/Horst – Mörlheim – Offenbach an der Queich – Ottersheim bei Landau – Knittelsheim – Bellheim – Hördt – Rülzheim – Kuhardt – Leimersheim – Neupotz – Rheinzabern
- 555: Landau – Queichheim – Mörlheim – Offenbach an der Queich – Herxheim bei Landau/Pfalz
- 590: Landau – Dammheim – Hochstadt (Pfalz) – Zeiskam – Lustadt – Westheim – Lingenfeld – Germersheim
- 591: Landau – Dammheim – Hochstadt (Pfalz) – Weingarten (Pfalz) – Schwegenheim – Harthausen – Dudenhofen – Speyer

## Tarif
Landau ist Teil des Verkehrsverbundes Rhein-Neckar (VRN) und innerhalb von diesem Bestandteil der Tarifzone 192. Jedoch werden Karten des benachbarten Karlsruher Verkehrsverbundes (KVV) ebenfalls anerkannt.